# Snoezelen
Snoezelen (w pol. także: Sala Doświadczania Świata, także: terapia doświadczania świata, terapia Snoezelen) – metoda terapii zajęciowej oraz oryginalna koncepcja aranżacji pomieszczeń, skupiona na problematyce uzyskania dostępu (kontaktu) do pacjenta, z którym kontakt jest w różny sposób utrudniony, i który ma ograniczenia w zakresie odbierania otaczającego go świata, jak również własnej osoby w otoczeniu, poprzez zastosowanie bezzadaniowej i niedyrektywnej stymulacji polisensorycznej, opartej na przestrzeganiu ośmiu zasad sformułowanych przez twórców i propagatorów metody – Ada Verheula (terapeutę zajęciowego) i Jana Hulsegge (muzykoterapeutę).

## Historia

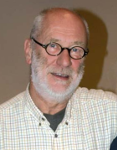
Ad Verheul, współtwórca metody

Metoda została zainicjowana w końcówce lat 70. XX wieku w Holandii. We wstępnej fazie rozwoju adresowano ją do chorych z głębokimi i sprzężonymi niepełnosprawnościami, którzy nie poddawali się łatwo innym metodom i formom terapii. Z czasem metoda stała się popularna na całym świecie, a jej stosowanie rozszerzono na inne grupy pacjentów, takie jak seniorzy demencyjni, osoby autystyczne, cierpiące na bóle przewlekłe, z urazami czaszkowo-mózgowymi, niepełnosprawnością fizyczną, a także z chorobami onkologicznymi. I tak w latach 80. XX wieku metodę implikowano w Wielkiej Brytanii, Szwecji, Kanadzie oraz Niemczech, a w 90. w całym świecie rozwiniętym, głównie w takich krajach, jak Dania, Belgia, Norwegia, Finlandia, Australia, Japonia, USA, Izrael i niektóre państwa Europy Środkowej. W Polsce pionierskie kroki wykonali pracownicy Domu Pomocy Społecznej dla Dzieci i Młodzieży Niepełnosprawnej Intelektualnie w Grabiu zarządzanego przez Zgromadzenie Sióstr św. Elżbiety, gdzie w 1994 uruchomiono jedną z pierwszych sal w kraju.

## Charakterystyka
Podstawami dla skutecznych działań terapeutycznych w ramach metody są specjalnie zaaranżowana przestrzeń (pomieszczenie, pokój) zwany Salą Doświadczania Świata z dobranymi sprzętami oraz profesjonalne prowadzenie sesji przez osobę odpowiednio przygotowaną merytorycznie. Efekt terapii jest podwójny – zarówno relaksacyjny, jak i aktywizacyjny. W związku z tym ze Snoezelen korzystają nie tylko chorzy i niepełnosprawni, ale też ludzie zdrowi – najczęściej w celu relaksacji i odprężenia.

## Aranżacja sal
Aranżację Sali Doświadczania Świata opisał Czesław Kupisiewicz, według którego jest to pomieszczenie terapeutyczne wyposażone w urządzenia wytwarzające odpowiednio dobrane bodźce pobudzające zmysły (wzroku, słuchu, dotyku, itd.), np. kabina lustrzana, tor świetlno-dźwiękowy, zestaw światłowodowy, materac wibracyjny, generator baniek, tuba głosowa, służące stymulowaniu poznawania świata na poziomie sensorycznym. W s.d.ś prowadzone są zajęcia rewalidacyjne z osobami głębiej upośledzonymi umysłowo, ze sprzężonymi zaburzeniami, mające na celu stymulację polisensoryczną, pobudzanie zmysłów, wyzwalanie aktywności własnej osób poddanych terapii, zwiększenie ich możliwości nawiązania i utrzymania kontaktu z opiekunem, a także sprzyjających wyciszeniu emocjonalnemu, łagodzeniu stresów, relaksacji, odprężeniu oraz doświadczaniu poczucia bezpieczeństwa.

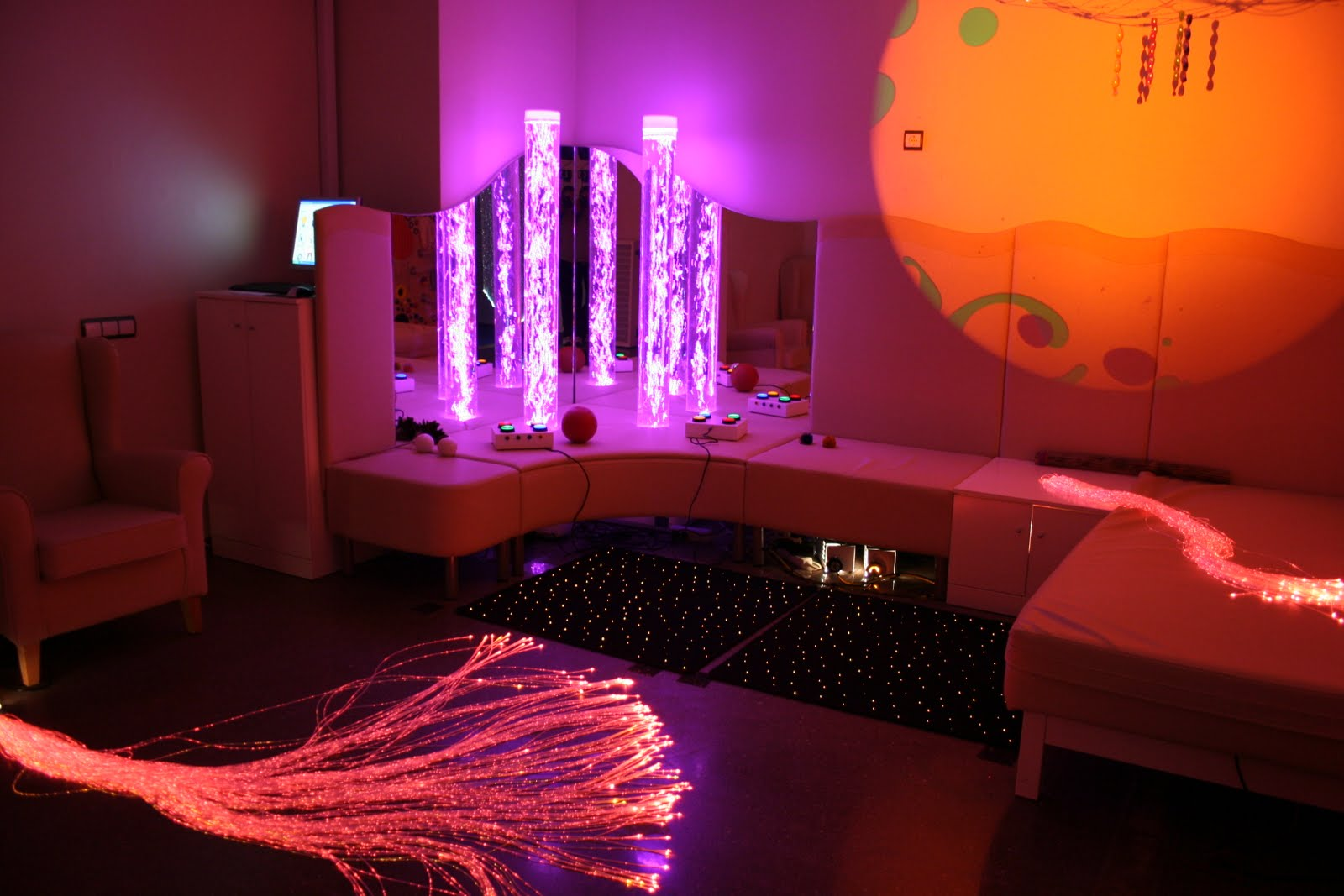
Przykład urządzenia Sali Doświadczania Świata
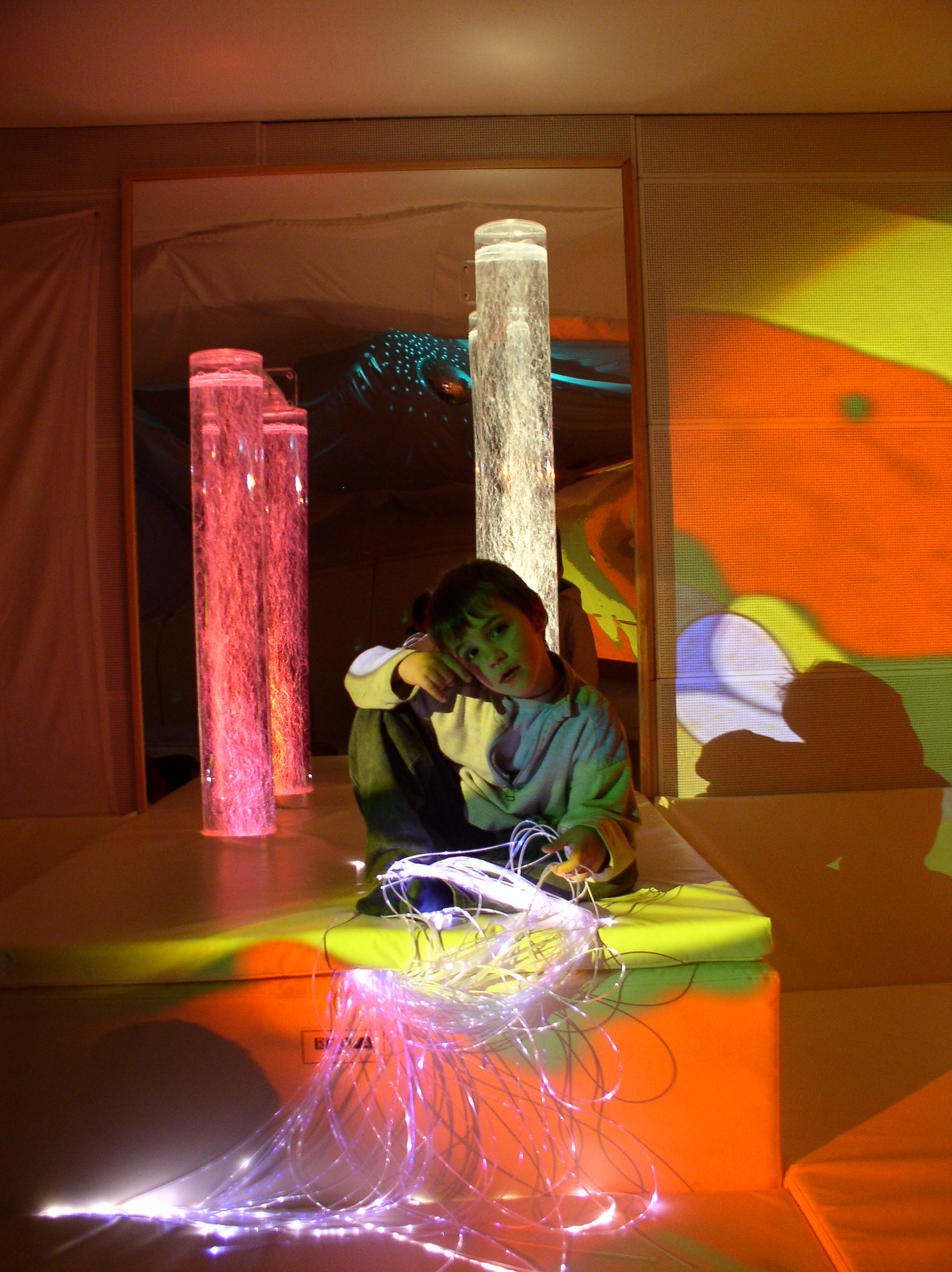
Młody pacjent w sali

Głównymi atrybutami sal są różne urządzenia, które dzięki wyrazistym i intensywnym bodźcom zmysłowym pobudzają aktywność korzystających. Wyposażenie to jest atrakcyjne i przyjemne w percepcji dotykowej, słuchowej i wzrokowej, co wpływa na szczególną atmosferę sesji terapeutycznych, dodatkowo kreowaną przez spokojną muzykę w tle, przytłumione oświetlenie, wygodne miejsca, jak również porozumiewanie się szeptem.

## Krytyka
Część badań sugeruje korzystny wpływ terapii na odbiorców, część sugeruje brak takiego wpływu, a część sygnalizuje o zachowaniach niekorzystnych, np. nadmiernym pobudzeniu uczestników. O ile metoda jest przydatnym elementem relaksacji i doświadczeniem zmysłowym o pozytywnym charakterze, o tyle nie można jej traktować, jako skutecznego rodzaju długofalowej interwencji przeciwdziałającej trudnym zachowaniom pacjentów ze znacznym i głębokim stopniem niepełnosprawności intelektualnej. Z dobrymi efektami można stosować metodę w pracy terapeutycznej z osobami z zespołem Retta.